# Океанське доглядове судно

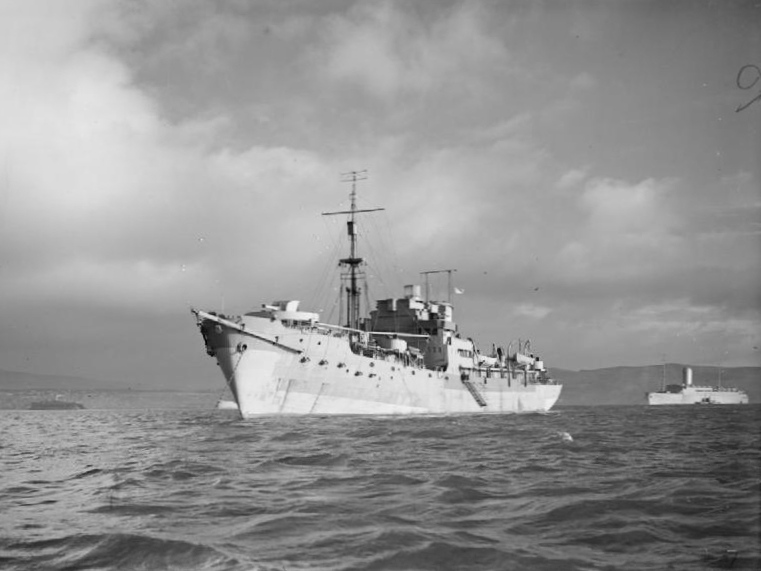
Океанське оглядове судно HMS Largs, колишнє французький "банановоз" MV Charles Plumier, яке пізніше використовувалось як корабель управління у великих десантних операціях.

Океанські доглядові судна  - торгові судна, реквізовані Королівським флотом під час Другої світової війни для забезпечення блокади шляхом здійснення оглядів іноземних суден.